# Fratelli Mancuso
I Fratelli Mancuso,
Enzo (Sutera, 1957) e 
Lorenzo (Sutera, 1952), sono due cantanti, compositori e polistrumentisti italiani originari della Sicilia.

## Storia del gruppo
Nati a Sutera in provincia di Caltanissetta, intorno alla metà degli anni '70 emigrano a Londra dove risiedono per otto anni lavorando in diverse fabbriche metalmeccaniche. In quegli anni, a contatto con circoli culturali e teatri, iniziano a ricomporre i frammenti del patrimonio musicale della loro terra.
Ritornati in Italia nel 1981, si stabiliscono in Umbria, a Città della Pieve, dove risiedono attualmente. 
Iniziano ad esibirsi durante i primi anni '80 nei piccoli teatri della Germania e della Francia, ospiti di associazioni culturali e festival di musica popolare.
Nel 1986, in Spagna incontrano Joaquin Diaz, noto studioso e musicista con il quale inizierà uno stretto rapporto di collaborazione: i frutti di questo incontro saranno l'incisione del primo L.P. Nesci Maria e il secondo L.P. Romances de alla y de aca.
Partecipano in seguito a festival e rassegne in Italia, in Europa e in paesi quali Tunisia, Giappone, Uzbekistan, Russia, Brasile, Uruguay, Argentina, Indonesia, Croazia.
Negli anni '90, grazie alla mediazione svolta dall'assessore alla Pubblica Istruzione Luciano Serranti, lavorano presso la scuola elementare di Ficulle, ridente paese umbro della provincia di Terni, come insegnanti di musica, realizzando una rappresentazione musicale sul tema dei lavori appartenenti al passato della realtà contadina locale.
Nel 1993 raccolgono, insieme a composizioni proprie, i canti del loro paese curando l'edizione di un CD dal titolo Sutera, la tradizione musicale di un paese della Sicilia (SudNord Roma 1993). Nello stesso anno vincono il Premio Città di Recanati, nuove tendenze della canzone d'autore. Nel 1997 pubblicano il Cd Bella Maria per l'Amiata Records.
Nel 1998 il regista Anthony Minghella sceglie un brano del Cd Bella Maria per la colonna sonora del film  Il talento di Mr. Ripley e ritaglia per loro una parte come attori, accanto a Matt Damon, Gwyneth Paltrow e Jude Law, rimanendo molto colpito "dai loro visi antichi" e dalle loro voci: "Antiche e dure come la terra eppure plasmate sulle corde dell'anima, come i religiosi canti a cappella della tradizione sacra".
Nell'autunno dello stesso anno preparano un Cd e un video per la casa discografica statunitense Putumayo World Music dal titolo Italian odissey, produzione che sarà distribuita in tutto il mondo nel 2000. Nell'ottobre del 1999 sono invitati ad esibirsi al Premio Tenco 99. 
Dal comune di Palermo nel gennaio del 2000 ricevono il Premio Rosa Balistreri.
Nel 2001 scrivono la canzone Tu pensami per la fiction di Rai 2, Donne di mafia, del regista Giuseppe Ferrara.
Il 3 marzo del 2002 il loro concerto viene trasmesso da Rai Radio 3  in diretta dalla Cappella Paolina del Quirinale.
Nel marzo del 2003 esce per l'Amiata Records il Cd Cantu, che viene ottiene importanti riconoscimenti della stampa italiana ed estera, viene salutato dalla critica come: "Una delle espressioni più vere e più vive di una canzone d'autore attuale e riccamente elaborata, ma ben radicata in una solida e concreta tradizione popolare."
Nel frattempo si dedicano anche al teatro, componendo musica per diversi spettacoli, tra cui la Medea di Euripide per la regista Emma Dante.
Sempre nel settembre 2004 preparano per il CIDIM il concerto Spartenza Amara, che porteranno nei teatri di Buenos Aires (Argentina), Montevideo e San José (Uruguay) e San Paolo (Brasile). Nel 2007 e nel 2008 partecipano alla 3ª e 4ª edizione del Giuseppe Sinopoli Festival.
Chiamati a suonare in tutta Europa, i Fratelli Mancuso si dedicano anche alla didattica della tradizione musicale siciliana, tenendo lezioni-concerto in alcune università, tra cui quelle di Siviglia, Messina e Catania e dirigendo nel 2009 lo "Stage sulla voce" presso la Scuola di arte Drammatica Paolo Grassi di Milano con il progetto Arlecchino nelle città – Palermo canta con Emma Dante.
Nel 2008 esce, sempre con Amiata Records, Requiem, un "concerto mistico per voci, coro femminile, strumenti e quartetto d'archi", ideato e realizzato insieme al compositore Carlo Pedini che ha debuttato nell'ambito della 59. Sagra Musicale Umbra. Nello stesso anno pubblicano per la Casa Editrice Squilibri di Roma L'isola' Timida: Forme di vita nella Sicilia che cambia (1970-2005) di Antonino Pennisi, con i loro testi poetici e un DVD allegato delle loro musiche.
Nel 2010 firmano le musiche di "Rumore di acque" di Marco Martinelli, un testo sulle tragedie del Mediterraneo prodotto dal Teatro delle Albe-Ravenna Teatro, interpretato da Alessandro Renda, scene e costumi di Ermanna Montanari, che debutta all'interno di Ravenna Festival: nello spettacolo, che porteranno nei teatri di Mons, Stoccarda, New York, Chicago, i Fratelli Mancuso eseguono le loro musiche dal vivo.
Ad oltre dieci anni dall'ultimo album di inediti, nel 2020 esce Manzamà, che si configura come il culmine di una creatività fuori dal comune e si avvale del prezioso apporto di altri artisti e compositori, tra i quali Franco Battiato e Aldo Giordano (che hanno curato gli arrangiamenti), Marco Betta, German Diaz, Ferruccio Spinetti e Giovanni Sollima.
I Fratelli Mancuso, grazie ai loro raffinati lavori, basati sul recupero di materiali e moduli esecutivi della tradizione siciliana filtrati e reinventati in uno stile personale nuovo ed antico al tempo stesso, sono ormai riconosciuti a livello mondiale come icone culturali della Sicilia e della sua musica.

## Collaborazioni
Nel corso degli anni hanno collaborato con alcuni tra i più grandi musicisti della scena italiana e internazionale, quali: Antonio Marangolo, Stefano Bollani, Enrico Rava, Gabriele Mirabassi, Riccardo Tesi, Gianmaria Testa, Enzo Pietropaoli, Franco Battiato e tanti altri.

## Premi
- Premio città di Recanati, Recanati, 1993
- Premio Rosa Balistreri, Palermo, 2000
- Premio Loano Miglior disco, 2021[11]
- Targa Tenco "Album in dialetto", 2021

## Discografia
- Nesci Maria, Tecnosada, 1986
- Romances de alla y de acá, Fenomusic, 1990
- Sutera, La tradizione musicale di un paese della Sicilia, Sudnord, 1993
- Bella Maria, Amiata Records, ARNR 0198, Firenze, 1997
- Italian Odissey, Putumayo World Music, 2000
- Cantu, Amiata Records, Amiata Records, ARNR 0902, Firenze 2003
- Trazzeri, Fundacion Joaquin Diaz e la Regione Castiglia e Leon, 2004
- Requiem, Amiata Records, ARNR 0308, Firenze 2008
- Manzamà, squi[libri], 2020

## Filmografia e spettacoli teatrali
- Il talento di Mr. Ripley, Antony Minghella, USA, 1999
- Donne di mafia, Giuseppe Ferrara, Rai 2, 1999
- Supplica al Dio della pace, L. Cinque, Teatro Politeama di Palermo, trasmesso su Rai 2
- Medea, Emma Dante
- Rumore di acque, di Marco Martinelli, Teatro delle Albe, 2010
- Chifteli, documentario biografico di Dario Guarneri, Centro Sperimentale di Cinematografia, 2013